# Iversity
Iversity è una società tedesca con sede a Berlino che fornisce corsi e lezioni online (MOOC).

## Fondazione
È nata nel 2008 come una piattaforma educativa da un'idea dello scienziato culturale Jonas Liepmann. Iversity nel 2011 è stata trasformata in società per azioni e dal 2012 è diventata fornitore specializzato di MOOC in Europa.

## Corsi
L'offerta formativa di Iversity comprende, nel 2013, 24 MOOC offerti da professori provenienti da tutta Europa e dagli USA.
I corsi sono offerti con l'assistenza tecnica Iversity, creata dai professori stessi. Nei Paesi non di lingua tedesca esistono dei team universitari per produrre MOOC, in Belgio (Università Cattolica di Lovanio), in Italia (Istituto universitario europeo) e Spagna. La partecipazione ai MOOC è gratuita e i corsi offerti comprendono argomenti quali i metodi Monte Carlo nella finanza, il futuro della narrazione, Global Governance nell'Unione europea e imprenditoria sociale.

## Obiettivi
La missione di Iversity è quella di educare l'Europa continentale sul fenomeno MOOC e la "rivoluzione" in atto negli Stati Uniti.